# 몸칠로 크라이슈니크
몸칠로 크라이슈니크(세르비아어: Momčilo Krajišnik, Момчило Крајишник, 1945년 1월 20일 ~ 2020년 9월 15일)은 보스니아의 세르브인 정치인이다.
1990년 보스니아 헤르체고비나의 세르브 민족주의 정당인 세르비아 민주당을 공동 창립했다. 보스니아 헤르체고비나 사회주의 공화국 의회가 1991년 유고슬라비아로부터 독립하려고 결의했을 때, 크라이슈니크는 당원들과 함께 독립에 반대하여 세르브인들만의 독자적인 의회를 결성하고 자신이 의장이 되었다. 그 이듬해 보스니아 전쟁이 일어났다.
2006년 크라이슈니크는 보스니아 전쟁에서 인종 말살·살해·학대·추방 등 반인도적 범죄를 저지른 혐의로 27년 징역을 선고받았다. 하지만 2009년에 인종 말살과 살해 혐의가 빠지면서 형기가 20년으로 줄어들었다. 2013년 조기 석방되었다.
코로나19 범유행이 진행되고 있던 2020년 8월 29일에 코로나19 양성 진단을 받고 바냐루카의 병원에 입원하였다. 9월 15일 코로나19에 의한 합병증으로 사망하였다.